# Hans Pantzarhielm
Hans Fabian Axel Eric Pantzarhielm (i riksdagen kallad Pantzarhielm i Landskrona), född 13 oktober 1844 i Ystad, död 14 maj 1912 i Båstad, var en svensk militär, ämbetsman och politiker (liberal). 
Hans Pantzarhielm, som var son till en överstelöjtnant, avlade officersexamen 1864 och blev samma år underlöjtnant vid Wendes artilleriregemente, där han tog avsked 1896 med kaptens grad. Han hade strax innan väckt mycket stor uppmärksamhet genom sina under pseudonymen Z. utgivna oppositionella militära broschyrer. År 1903 utsågs han till överkontrollör vid kontrollen över brännvins-, vitsocker- och maltdryckstillverkningen i riket.
Han var riksdagsledamot i andra kammaren 1897–1905 för Landskrona stads valkrets och tillhörde Folkpartiet 1897–1899 och därefter Liberala samlingspartiet. I riksdagen var han bland annat ledamot i bevillningsutskottet 1903 och i andra särskilda utskottet 1904. Han engagerade sig bland annat i försvarspolitik samt arbetarskydd. Pantzarhielm blev riddare av Svärdsorden 1886. Han är begravd på Landskrona kyrkogård.